# Димитър Филов
Подполковник Димитър Генков Филов е български военен и активен деец при Съединението, един от основателите на съвременната българска армия. Баща на известния учен и политик Богдан Димитров Филов.
Син на един от калоферските търговци – абаджии в Цариград – Генко Филов (Филът), Димитър първоначално се учи в родния Калофер при даскал Ботьо Петков. Оттам, с помощта на семейството си заминава в Католическото училище в османската столица, и за кратко в Духовната семинария в Одеса. Съратник и съгражданин с Христо Ботев, двамата заедно започват да учителстват в селата в Бесарабия. През 1866 – 1869 г. Филов работи последователно в българските села Комрат, Валея, Шаржа и Главан, докато Ботев се завръща по-бързо в Калофер.

## Военна служба
През септември 1869 г. Филов постъпва в Юнкерското пехотно училище в Одеса и го завършва (1871), след което веднага постъпва на военна служба в Руската императорска армия.
- 1871 – като младши офицер е изпратен на служба в Туркестан
- 1875/6 – събира в Кишинев млади български офицери на руска служба
- 1876 – включва се като руски офицер в командването на Българско опълчение
- 1877 – 1878 – командва 4-та рота на 3-та дружина /2-ра бригада/ на Опълчението  Архив на оригинала от 2008-10-15 в Wayback Machine. при Шипка, Шейново и Стара Загора
- 1879 – командир на Учебния батальон на Източнорумелийската милиция, Пловдив
- 1879 – командир на 7-а Сливенска дружина
- 1882 – командир на 6-а Старозагорска дружина
- 1885 – командир на Ямболския отряд
- XI.1885 – началник на Общия резерв и командир на Средната колона в Сръбско-българската война
- 1886 – командир на 3-та пехотна бригада в Русе.

## Военни звания
- Подпоручик (1877)
- Поручик (1878)
- Капитан (1879)
- Майор (1881)
- Подполковник (1885)

Като представител на патриотичните кръгове в Румелия, Димитър Филов е активен участник в Съединението и член на Привременното правителство на д-р Георги Странски.
Веднага след това, в избухналата Сръбско-българска война, майор Филов командва Централната колона (корпус) на българската войска. Тя героично се сражава при Сливница и овладява Цариброд и достига до Пирот на 15 ноември 1885 г. След войната Филов е повишен в чин и изпратен в Русе като командващ бригада.
Игнориран от офицерите-детронатори при преврата срещу княз Александър Батенберг на 9 август 1886, Д. Филов скоро се обявява против преврата. На 26 – 27 август подполковник Филов е изпратен от поделенията в Източна България до Лом с мисия да разубеди княз Александър да се откаже от абдикацията си и да остане в България:
| „ | Аз съм натоварен, Ваше височество и господарю, да Ви съпроводя до Русе. Вие няма да напуснете нашата земя, която Ви толкова обича, няма да напуснете нашата армия, която обожава своя началник! | “ |

Неуспял, той заедно с Стефан Стамболов и Петко Каравелов е от последните, които се сбогуват с княз Батенберг на кораба „Ориент“ на Дунав.

## Офицерски бунт (1887)
През октомври 1886 Филов е отстранен от поста си командващ бригадата от военния министър Данаил Николаев и поставен под домашен арест в Русе.
Подстрекавани от руския императорски комисар – генерал Николай Каулбарс, заедно с майор Атанас Узунов, Димитър Филов е един от организаторите на Русенския бунт срещу правителството и Регентството. След неуспеха на бунта, следобеда на 19 февруари, при опит заедно с Олимпи Панов да преминат река Дунав, подполковник Димитър Филов (по това време най-старши офицер в армията след Николаев) e тежко ранен в гърдите. Осъден на смърт от извънредния Военен съд, Филов умира от раните си и от белодробно възпаление на 28 февруари 1887 в Русенската болница. Съществуват и подозрения, че е бил отровен .

## Семейство
Димитър Филов се жени в Карлово на 11 ноември 1880 г. за Елисавета Сахатчиева, красиво момиче от стар чорбаджийски карловски род. Преждевременната му смърт оставя съпругата му вдовица с трима сина – Святополк (р. 1881, убит на 2. октомври 1915), Богдан (1883) и Любомир (1885, починал като дете). След смъртта му, тя трудно получава разрешение да го погребе, след показния военен процес и разстрел на останалите заговорници край Русе на 22 февруари.

## Награди и отличия
- орден „За храброст“, 4-та степен
- руски орден „Св. Станислав“, 3-та степен с мечове (1878)
- руски орден „Св. Анна“